# Stara Kiszewa
Stara Kiszewa (Duits: Kischau) is een dorp in de Poolse woiwodschap Pommeren. De plaats maakt deel uit van de gemeente Stara Kiszewa en telt 1480 inwoners.